# 爻
爻（こう）は、易の卦を構成する基本記号。長い横棒（⚊）と真ん中が途切れた2つの短い横棒（⚋）の2種類がある。経では前者を剛、後者を柔と呼ぶが、伝では陽、陰とする。

## 意味
陽爻と陰爻は対立する二面性を表し、陽爻は男性・積極性などを、陰爻は女性・消極性などを表す。
これらを3つ組み合わせた三爻により八卦ができ、六爻により六十四卦が作られる。このように陽爻と陰爻を組み合わせることにより事物のさまざまな側面を説明する。
なお朱子学系統の易学、宋易において爻を2つ組み合わせてできるものを四象といい、それぞれ⚋⚌太陽・⚍少陰・⚎少陽・⚏太陰と呼ぶ。

## 爻題と爻辞
経には六十四卦の爻ごとに爻題と爻辞が付されている。

### 爻題
爻題は必ず2字で構成され、1字は爻の順序を表し、もう1字は爻の性質、すなわち剛（陽）か柔（陰）かを表す。爻の順序は下から上であり、1番下の爻から「初・二・三・四・五・上」と名付けられる。
一方、爻の性質は数字によって表され陽爻には九、陰爻には六が用いられる。

### 爻辞
爻辞にはそれぞれの爻が示す占いの言葉を書き記している。
例えば、乾卦の初爻であれば、「初九、潜龍勿用」というように書かれており、「初九」が爻題、「潜龍勿用」が爻辞である。
なお爻題は初爻と上爻では順位・性質の順番であるが、二爻から五爻では性質・順位の順になる（例えば六二、九四というように）。

## 符号位置
Yijing monogram symbols
| 記号 | Unicode | JIS X 0213 | 文字参照         | 名称              |
| ---- | ------- | ---------- | ---------------- | ----------------- |
| ⚊    | U+268A  |            | &#x268A; &#9866; | MONOGRAM FOR YANG |
| ⚋    | U+268B  |            | &#x268B; &#9867; | MONOGRAM FOR YING |